# Spores (X-Files)
Spores (Field Trip) est le 21e épisode de la saison 6 de la série télévisée X-Files. Dans cet épisode, Mulder et Scully sont pris au piège d'un fongus géant qui provoque chez eux des hallucinations.
L'épisode, qui étudie la relation entre Mulder et Scully, est d'abord écrit par Frank Spotnitz avant d'être remanié par Vince Gilligan et John Shiban, qui le rendent plus compréhensible. Son tournage a nécessité la mise en œuvre d'effets complexes. Il a été favorablement accueilli par la critique.

## Résumé
Mulder et Scully se rendent en Caroline du Nord pour enquêter sur la mort de Wallace et Angela Schiff, un couple porté disparu depuis quelques jours mais dont les cadavres ont été retrouvés à l'état de squelettes. L'examen de ceux-ci révèle la présence d'une substance jaune et gluante, que Scully et le médecin légiste local analysent tandis que Mulder, qui pense que le cas est lié à des signalements d'OVNI dans la région, part seul sur les lieux où les corps ont été découverts.
En arrivant sur place, Mulder roule sur des champignons qui libèrent des spores hallucinogènes. Mulder commence à être victime d'hallucinations, bien que cela ne soit pas révélé immédiatement. Il retrouve Wallace et Angela Schiff dans une grotte. Le couple prétend avoir été victime d'un enlèvement par des extraterrestres, lesquels auraient créé de faux squelettes pour mettre fin aux recherches. Plus tard, Mulder, rentré à Washington, explique à Scully ce qui s'est passé et lui montre un extraterrestre qu'il a réussi à capturer. Scully accepte toute l'histoire sans discuter, ce qui éveille le doute dans l'esprit de Mulder. Celui-ci se réveille alors dans la grotte où il a suivi Wallace, le corps couvert de sécrétions jaunes.
Pendant ce temps, Scully a découvert que la substance jaune constitue les sucs digestifs d'un végétal. Elle part rejoindre Mulder mais marche à son tour sur un champignon qui libère des spores. Victime elle aussi d'hallucinations, elle trouve un squelette qui est identifié comme celui de Mulder. Sous le choc, Scully conclut dans son rapport à un meurtre rituel mais doute de ses propres conclusions malgré les assurances de Skinner et des Lone Gunmen. Mulder réapparaît bien vivant lors de sa veillée funèbre et compare sa version avec celle de Scully. Celle-ci persuade Mulder qu'ils souffrent d'hallucinations et qu'un fongus géant est en train de lentement les digérer dans la grotte. Ils réussissent alors à s'extirper de sous la terre.
Après avoir remis leur rapport à Skinner, Mulder doute qu'ils se soient réellement libérés du fongus et prouve à Scully qu'il a raison en tirant sur Skinner. Leur environnement disparaît et ils se retrouvent à nouveau dans la grotte. Mulder réussit à passer sa main à travers la terre, et il est alors repéré par Skinner et son équipe de recherches. Mulder et Scully sont extraits de sous la terre et conduits dans une ambulance, dans laquelle ils s'étreignent faiblement la main.

## Distribution
- David Duchovny : Fox Mulder
- Gillian Anderson : Dana Scully
- Mitch Pileggi : Walter Skinner
- Robyn Lively : Angela Schiff
- David Denman : Wallace Schiff
- Jim Beaver : le médecin légiste
- Tom Braidwood : Melvin Frohike
- Dean Haglund : Richard Langly
- Bruce Harwood : John Fitzgerald Byers

## Production

### Préproduction
Le scénario initial est écrit par Frank Spotnitz et passe par plusieurs versions. Dans la première, seul Mulder est prisonnier dans la grotte, puis elle est modifiée afin que Scully soit prisonnière avec lui. Dans une version ultérieure, Mulder et Scully ne font que penser qu'ils sont prisonniers ensemble jusqu'à ce que Mulder se rende compte que c'est vraiment le cas. Spotnitz explique que le concept de l'épisode a suscité l'enthousiasme de l'équipe de scénaristes par son originalité et parce qu'il « permet d'explorer les différences entre Mulder et Scully à travers leurs hallucinations », dans une version plus sérieuse de ce qui avait été traité sur le mode humoristique dans l'épisode Le shérif a les dents longues.
Spotnitz est néanmoins inquiet car il pense que le rythme de l'histoire et son côté alambiqué sont susceptibles d'embrouiller les téléspectateurs. Afin d'apaiser ses craintes, Vince Gilligan et John Shiban sont chargés de revoir le scénario. Une fois leurs révisions terminées, Spotnitz estime que l'histoire est devenue beaucoup plus compréhensible. Il est particulièrement satisfait du fait que Gilligan et Shiban montrent Mulder et Scully marcher sur des champignons, un moyen subtil de signaler qu'ils ont été exposés à des spores hallucinogènes. Gilligan explique que l'autre ajout important de la version finale a été de s'assurer que les téléspectateurs pensent que Mulder et Scully sont vraiment en danger de mort en leur faisant bien comprendre que les sucs digestifs du fongus vont les tuer.

### Tournage et effets spéciaux
Un documentaliste pour la série est chargé de collecter des renseignements sur les champignons géants. Il se rend également dans une ferme des corps gérée par le département d'anthropologie de l'université du Tennessee, un complexe dans lequel des cadavres sont enterrés dans le but d'étudier la décomposition du corps humain.
John Vulich, le coordinateur des effets spéciaux, a pour tâche de concevoir des champignons en fibre de verre de plus de deux mètres de hauteur, alors que le département artistique s'attache à représenter correctement les stalagmites et les stalactites de la grotte. Les extérieurs de l'entrée de la grotte sont filmés à Bronson Canyon.
Afin de créer l'effet de Mulder et Scully en train de fondre quand ils s'aperçoivent qu'ils ne sont pas dans la réalité, David Duchovny et Gillian Anderson sont filmés avec une vidéo haute définition stéréoscopique et scannés avec un laser spécial, les résultats étant ensuite trafiqués numériquement. Devant la difficulté de cet effet, Bill Millar utilise une technologie de pointe qui permet de faire fondre certaines parties du visage des acteurs tout en conservant leurs traits faciaux intacts jusqu'à ce que la substance gluante les submerge. David Duchovny et Gillian Anderson doivent par ailleurs passer des heures entières recouverts d'un épaississant à la coloration jaune représentant les sucs digestifs du fongus. Pour le tournage de la dernière scène, de grands trous sont creusés et des échafaudages mis en place à l'intérieur afin que les deux acteurs, couverts de terre et de l'épaississant jaunâtre, soient littéralement enfouis sous la surface du sol.

## Accueil

### Audiences
Lors de sa première diffusion aux États-Unis, l'épisode réalise un score de 9,5 sur l'échelle de Nielsen, avec 15 % de parts de marché, et est regardé par 15,38 millions de téléspectateurs. La promotion télévisée de l'épisode est réalisée avec le slogan « It seduces your mind... And feeds off your flesh. Tonight, Mulder and Scully stumble onto a plant with a taste for human flesh » (en français « Il envoûte votre esprit... et se nourrit de votre chair. Ce soir, Mulder et Scully tombent sur une plante qui apprécie la chair humaine »).

### Accueil critique
L'épisode recueille des critiques globalement favorables. Le site The A.V. Club le classe parmi les 10 meilleurs épisodes de la série, Todd VanDerWerff lui donnant la note de A et affirmant que, plus encore que le mindfuck « brillamment exécuté », c'est « l'étude de la relation entre Mulder et Scully et de la façon dont ils se complètent » qui fait le succès de l'épisode. Dans leur livre sur la série, Robert Shearman et Lars Pearson lui donnent la note de 5/5, estimant qu'il recycle efficacement les thèmes de l'épisode Le shérif a les dents longues, et qu'en plus de son côté autoparodique, il « invite le public à remettre en cause les vérités que nous tenons pour acquises ». Dans son livre, Tom Kessenich le classe parmi ses 25 épisodes favoris de la série, mettant l'accent sur l'aperçu qu'il donne de la relation entre Mulder et Scully, « qui va bien au-delà de l'amour, du respect et de l'amitié […] le lien qui les unit étant si fort qu'ils partagent la même hallucination ».
Le site Le Monde des Avengers évoque une histoire qui « sait à merveille passer imperceptiblement du réel au virtuel, semant délicatement un trouble des plus jouissifs dans l'esprit du spectateur », et salue la mise en scène de Kim Manners mais regrette « le manque d’ambiguïté d'une conclusion précipitée, établissant sans doute aucun, mais avec quelque frustration, un retour au réel sonnant comme la fin d'une odyssée aussi enchantée qu'horrifique ». Paula Vitaris, de Cinefantastique, lui donne la note de 2,5/4, regrettant que le postulat de départ de l'intrigue entre réalité et hallucinations ne soit pas poussé très loin mais saluant les interprétations délectables des deux acteurs principaux.